# 南流江
南流江古称合浦水、瘴江，是广西沿海诸河流之一，注入北部湾，是广西最大的独自入海河流。
发源于广西北流市大容山南坡，向南流经玉林县、博白县和合浦县，在合浦县党江镇注入北部湾。全长287公里，流域面积9704平方公里，多年年平均流量166立方米/秒。集水面积在50平方千米以上的支流有58条，主要支流有武利江、红潮江（洪潮江）、平威江、小江、合江、湖海运河、六洋河、东陂河等。南流江三角洲是广西最大的三角洲。
流域内建有小江水库、旺盛江水库（两者共同组成合浦水库）、洪潮江水库、清水江水库等。中国政府曾计划开挖运河沟通北流江与南流江，使广西内河航运与北部湾直接相通，但因铁路、公路运输发展和内河航运衰落，此计划未得实施。